# 大島站 (石川縣)
大島站（日语：／ Oshima eki */?）是位於石川縣羽咋郡志賀町大島，北陸鐵道能登線的鐵路車站（廢站）。

## 歷史
- 1931年（昭和6年）1月18日：能登鐵道開設此站[1]。
- 1943年（昭和18年）10月13日：在合併後成為北陸鐵道能登線的車站。
- 1972年（昭和47年）6月25日：能登線全線廢除，此站也被廢除[1]。

## 車站構造
此站是地面車站（無人車站），設有1面1線的單式月台。

## 現狀
路軌遺址變成單車徑，而於此站遺址部分的路段比較寬闊。

## 相鄰車站
北陸鐵道
能登線
甘田－大島－能登高濱

## 注腳
1. 1 2  今尾惠介. . 日本: 新潮社. 2008年10月18日: 32. ISBN 9784107900241.

## 相關項目
- 日本鐵路車站列表 O